# Роблес, Марко Аурелио
Марко Аурелио Роблес Мендес (исп. Marco Aurelio Robles Mendez; 8 ноября 1905 Агуадульсе, Панама — 19 апреля 1990, Майами, штат Флорида, США) — панамский государственный и политический деятель, 29-й президент Панамы с 1 октября 1964 по 1 октября 1968.

## Биография
Один из лидеров Национальной либеральной партии. По образованию экономист, по вероисповеданию католик. Долгие годы профессионально был связан с компанией «Чирики Ленд», панамским филиалом «Юнайтед фрут». Был директором Национального банка Панамы. В 1960—1963 годы министр внутренних дел и юстиции.